# James W. McDill
James Wilson McDill, född 4 mars 1834 i Monroe, Ohio, död 28 februari 1894 i Creston, Iowa, var en amerikansk republikansk politiker. Han representerade delstaten Iowa i båda kamrarna av USA:s kongress, först i representanthuset 1873-1877 och sedan i senaten 1881-1883.
McDill utexaminerades 1853 från Miami University i Oxford, Ohio. Han arbetade sedan som språklärare i Des Moines County, Iowa innan han flyttade tillbaka till Ohio för att studera juridik. Han inledde 1856 sin karriär som advokat i Afton, Iowa.
McDill arbetade som domare i Union County, Iowa 1860-1861 och sedan fram till 1865 som ämbetsman i Washington, D.C. Han flyttade 1866 tillbaka till Afton och arbetade först som advokat och senare igen som domare. Han blev 1872 invald i representanthuset. McDill efterträddes 1877 som kongressledamot av William Fletcher Sapp.
Senator Samuel J. Kirkwood avgick 1881 för att tillträda som USA:s inrikesminister och McDill blev utnämnd till senaten fram till slutet av Kirkwoods ämbetsperiod. Han kandiderade inte till omval som senator.
McDills grav finns på Graceland Cemetery i Creston.